# Lanolina

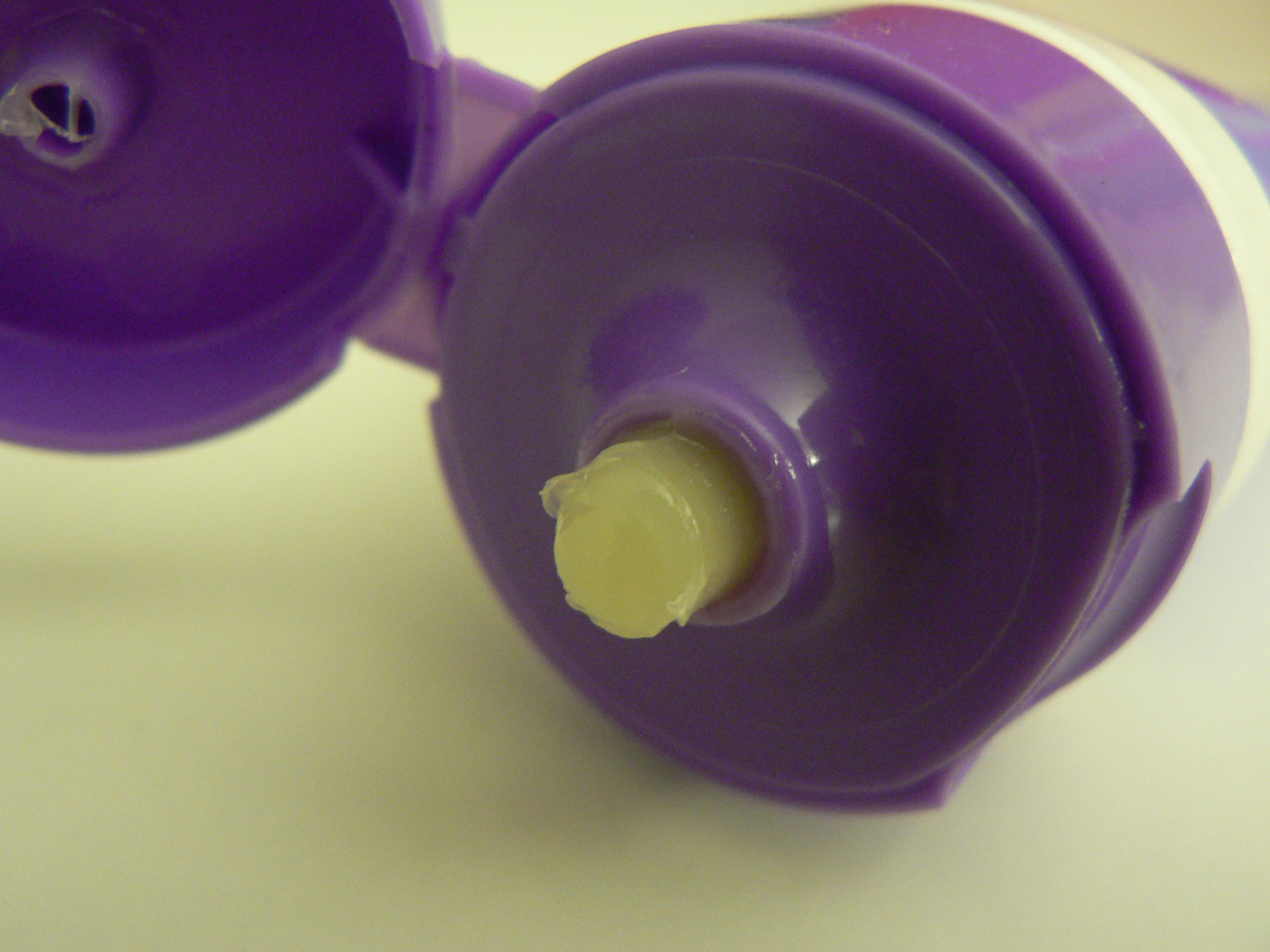
Lanolina

Lanolina, inaczej tłuszczopot – wosk zwierzęcy otrzymywany podczas czyszczenia wełny owczej. Stanowi mieszaninę estrów kwasów tłuszczowych ze sterolami (m.in. z cholesterolem). Oczyszczony i odwodniony wosk nosi nazwę lanoliny bezwodnej (Lanolinum anhydricum). Lanolina uwodniona (Lanolinum hydricum) zawiera 25–28% wody.
Lanolina czysta, bezwodna ma postać gęstej masy barwy ciemnożółtej lub żółtobrunatnej o słabym, nieco alkoholowym zapachu. Lanolina jakości farmaceutycznej prawie pozbawiona jest zapachu i ma jasnożółtą barwę. W trakcie ucierania z roztworami wodnymi jaśnieje. Lanolina mniej oczyszczona posiada silny, specyficzny aromat. Topi się w temperaturze 38–42 °C na ciemnożółtą, klarowną ciecz. Lanolina dobrze wiąże wodę, tworząc emulsję. Przy ucieraniu z wodą lanolina bezwodna może wchłonąć prawie podwójną ilość wody, nie tracąc swej konsystencji. Dzięki temu do wyrobów kosmetycznych i dermatologicznych produkowanych na jej bazie możliwe jest wprowadzenie roztworów ekstraktów roślinnych, witamin rozpuszczalnych w wodzie i wodnych roztworów leków.
Ponieważ lanolina bardzo dobrze wchłania się przez skórę, wykorzystuje się ją do produkcji środków kosmetycznych oraz w recepturze aptecznej i przemysłowej produkcji farmaceutycznej jako podłoże do przyrządzania półstałych postaci leku, m.in. maści, kremy itp. Surowiec stosowany do celów farmaceutycznych musi spełniać odpowiednie kryteria jakościowe – w Polsce powinien sprostać normom ujętym w aktualnej monografii zamieszczonej w Farmakopei Polskiej. Lanolina stosowana w farmacji (łac. Lanolinum FP VI, syn. Lanolinum anhydricum, Adeps Lanae anhydricus, Cera Lana) wysokiej jakości powinna charakteryzować się słabo wyczuwalną wonią oraz jasnożółtą barwą.
W kosmetyce stosowane są różne składniki pochodne lanoliny: euceryt, lanolan izopropylu, lanolina hydroksylowana i etoksylowana oraz acetylowane alkohole lanolinowe. Płynna frakcja lanoliny nosi nazwę oleju lanolinowego.
Lanolina może czasami powodować uczulenie.